# Poecilomorpha laosensis laosensis
Poecilomorpha laosensis laosensis es una subespecie de coleóptero de la familia Megalopodidae.

## Distribución geográfica
Habita en Laos.